# محوطه زوچه
محوطه زوچه مربوط به دوره ساسانی است و در شهرستان دره شهر، بخش بدره، دهستان هندمینی، روستای جابر، ۳ کیلومتری ضلع شرقی بقعه جابر انصار واقع شده و این اثر در تاریخ ۳۰ دی ۱۳۸۵ با شمارهٔ ثبت ۱۶۹۲۷ به‌عنوان یکی از آثار ملی ایران به ثبت رسیده است.